# Mosteiro de Stok
O Mosteiro de Stok é uma gompa (mosteiro budista tibetano) na aldeia de Stok, cerca de 14 km a sul de Lé, a capital do Ladaque, no noroeste da Índia. Situa-se acima da parte sudoeste da aldeia, a 3 560 metros de altitude, sobre a margem esquerda do rio Stok, a cerca de 1,5 km a sudoeste do palácio de Stok, com o qual por vezes é confundido.
Foi fundado no século XIV pelo lama Lhawang Lotus e é uma dependência do mosteiro de Spituk, pertencente à seita Gelug ("chapéus amarelos"). O último rei do Ladaque morreu no mosteiro. Dois dos pontos altos do importante festival do Guru Tse-Chu, que se realiza anualmente no 8.º e 10.º dia do ano tibetano (fevereiro ou março) em Stok, têm lugar junto ao mosteiro: dois oráculos (adivinhos) fazem publicamente as suas previsões para o ano junto ao mosteiro e é também ali que é realizada uma dança ritual de máscaras.

## Descrição
Uma das principais atrações do mosteiro é a sua biblioteca, onde é conservado uma coleção completa do Kandshur, os 108 volumes dos ensinamentos de Buda. O mosteiro tem também uma coleção de máscaras rituais de teatro e vários murais modernos pintados pelos monges.
No alpendre há frisos coloridos onde estão representados os quatro dicpalas ("guardiões das quatro direções"). No Dukhang (sala da assembleia) pode ver-se uma rica coleção de estandartes e thangkas. Numa das paredes há imagens de Vajrapani ("vajra na mão") e Avalokitesvara, na sua forma com quatro braços. Na parede oposta há imagens de Sakyamuni (o Buda histórico), dos seus discípulos, Amchi (o Buda da medicina) e Tara (a "Salvadora"), e de Nangyalma. Ainda no Dukhang há dois tronos, um reservado para o Dalai Lama, ao centro, e outro à sua direita, onde se senta o lama superior do mosteiro de Stok.
Junto às traseiras do Dukhang há uma pequena capela, que é a mais antiga estrutura do mosteiro. A imagem central dessa capela é Tsong-kha-pa, o fundador da seita Gelug do budismo tibetano. Há também uma imagem de Avalokitesvara com quatro braços e de [Maitreia]], o futuro Buda ou Buda da Compaixão. Também perto do Dukhang, há outra capela, onde há uma série de imagens de Buda, representando os oito mudras (gestos de mãos) de Buda.
Há um terceiro templo, de construção recente, dedicado a Avalokitesvara. A sua imagem central é desse bodisatva com os seus mil braços e onze cabeças.